# Igor Bogatyriow
Igor Anatoljewicz Bogatyriow (kaz. i ros. Игорь Анатольевич Богатырёв) – kazachski polityk i działacz szachowy.

## Życiorys
Igor Bogatyriow był od 30 stycznia 1996 do 1999 roku deputowanym do Mażylisu Parlamentu Republiki Kazachstanu I kadencji. Miał wówczas opinię młodego i niezbyt doświadczonego polityka. Mażit Jesienbajew, wkrótce po objęciu stanowiska akima obwodu karagandyjskiego w lipcu 1997 roku, wyznaczył Bogatyriowa na stanowisko swojego pierwszego zastępcy. Bogatyriow pełnił funkcję pierwszego prezydenta Federacji Szachowej Obwodu Karagandyjskiego. Dzięki jego wsparciu finansowemu w latach 90. XX wieku w Karagandzie trzykrotnie odbyły się młodzieżowe mistrzostwa szachowe Kazachstanu. Zmarł w niejasnych okolicznościach, oficjalnie w wyniku samobójstwa.  Ku jego czci co roku w tym mieście odbywa się turniej szachowy o nazwie „Memoriał Bogatyriowa A.I.”.

## Oceny
Zdaniem autorów portalu nomad.su, śmierć Igora Bogatyriowa nie była samobójstwem. Prawdziwą jej przyczyną miał być konflikt z akimem obwodu, Mażitem Jesienbajewem.